# كوينتن يونغ
كوينتن يونغ (بالإنجليزية: Quentin David Young)‏ هو طبيب أمريكي، ولد في 5 سبتمبر 1923 في شيكاغو في الولايات المتحدة، وتوفي في 7 مارس 2016.